# Chùa Như Lai
Chùa Như Lai (tiếng Trung: 如來寺; tiếng Bồ Đào Nha: Templo Zu Lai) là một ngôi chùa Phật giáo ở Cotia, São Paulo, Brasil. Đây là ngôi chùa Phật giáo lớn nhất ở Nam Mỹ với diện tích xây dựng 10.000 mét vuông, trên tổng thể diện tích khoảng 150.000 mét vuông.
Đây là một ngôi chùa của Phật Quang Sơn ở Đài Loan, thực hành nhánh Phật giáo Đại thừa.

## Lịch sử
Năm 1992, Đạo sư Phật giáo Tinh Vân đã đến Brasil, theo lời mời của một ngôi chùa Phật giáo địa phương ở São Paulo, để dự một buổi lễ. Một nhà sư có mặt tại buổi lễ đã hỏi ông rằng liệu ông có thể để một nhà sư tùy tùng của mình ở lại đất nước để họ có thể tiếp tục việc giáo lý không. Do đó, nhà sư đi cùng ông là Jue Cheng, đã quyết định ở lại Brasil và bắt đầu một dự án mới, và sau này được phong là Đạo sư Chân thành (tiếng Bồ Đào Nha: Mestra Sinceridade).
Vị môn sinh đã xin Đạo sư Tinh Vân để lại một nhà sư tại Brasil đã tặng một ngôi nhà nằm trong khuôn viên trang trại để công việc có thể tiếp tục. Ngôi nhà không quá nhỏ và nơi đây đã trở thành nơi thực hiện các nghi lễ, việc thờ cúng và hành lễ. Bốn năm sau, số lượng khách viếng thăm đã lên tới 100, đặt ra nhu cầu mở rộng không gian. Mặc dù ngôi nhà đã được cải tạo nhưng nơi này vẫn không đủ điều kiện để phục vụ các tín đồ nên mọi người quyết định xây dựng một ngôi chùa lớn hơn.
Vì các kiến trúc sư người Brasil tham gia vào dự án không nắm rõ và thông thạo kiến trúc của một ngôi chùa Phật giáo, Master Sinceridade đã tập hợp một nhóm kiến trúc sư để cùng đi tới Trung Quốc với mục đích nghiên cứu kiến trúc của các ngôi chùa thời nhà Đường. Ngôi chùa được khởi công vào năm 1999. Do nhu cầu nhập khẩu ngói và lan can từ Trung Quốc, loại vật liệu không sẵn có ở Brasil vào thời điểm đó, dẫn đến việc khánh thành chùa Như Lai bị trì hoãn cho đến tháng 10 năm 2003.

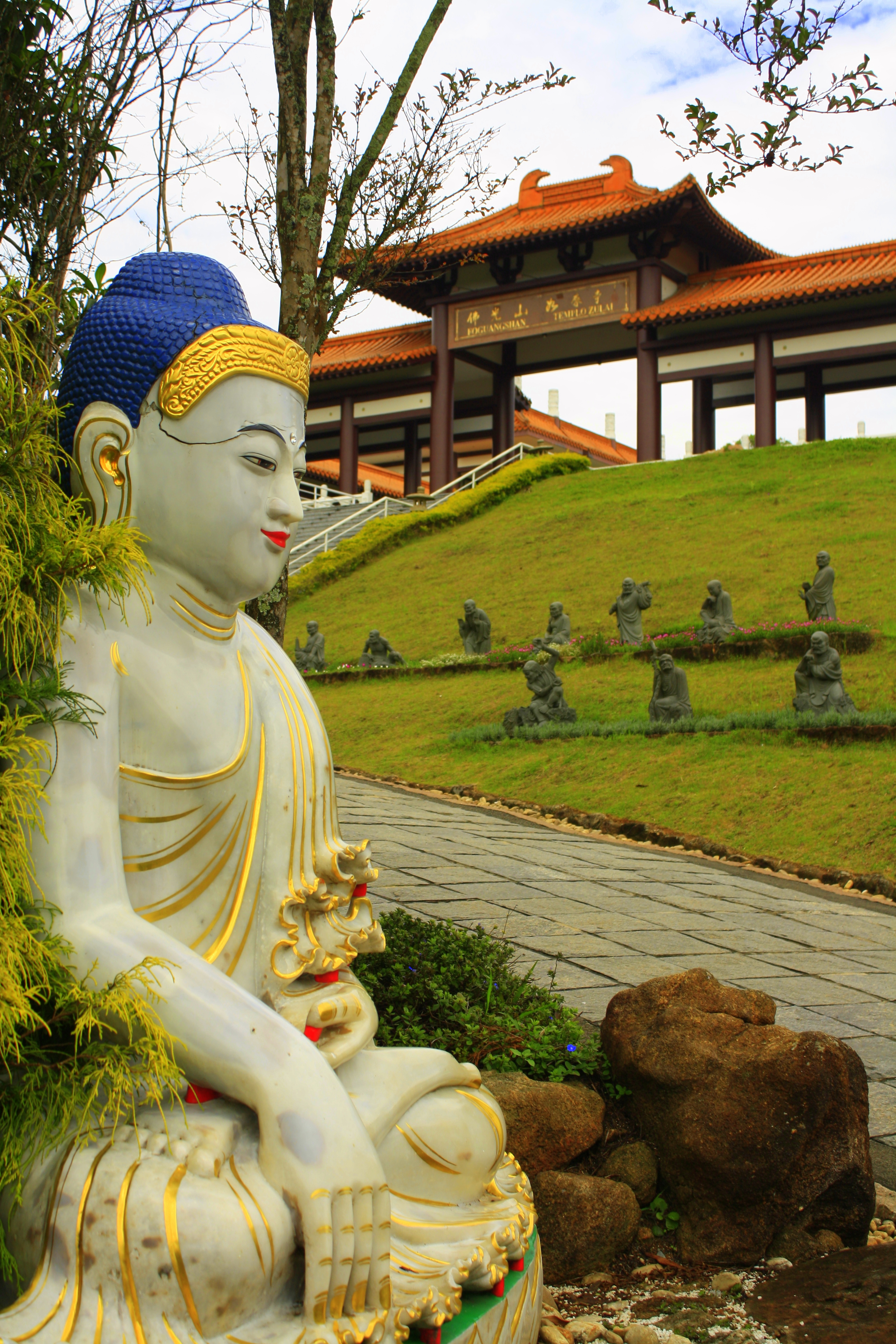
Tượng Phật